# کلی پانک
کلی پانک (انگلیسی: Kelly Pannek؛ زادهٔ ۲۹ دسامبر ۱۹۹۵) بازیکن هاکی روی یخ اهل ایالات متحده آمریکا است.